# Iglesia de San Estanislao Obispo y Mártir (Detroit)
La iglesia de San Estanislao Obispo y Mártir (en inglés St. Stanislaus Bishop and Martyr Roman Catholic Church) es una iglesia ubicada en 5818 Dubois Street en Detroit, Míchigan (Estados Unidos). La iglesia fue incluida en el Registro Nacional de Lugares Históricos en 1989.

## Historia
En 1898, se estableció la parroquia de San Estanislao para aliviar el hacinamiento en la congregación polaca de San Alberto. Se compraron una iglesia y una escuela para la parroquia de la iglesia protestante Bethel, y en 1900 se construyó una nueva escuela primaria. El reverendo F. G. Zella fue asignado como primer párroco. Sin embargo, entre 1905 y 1910, la población de la iglesia se duplicó y se necesitaba desesperadamente una nueva iglesia.
En 1911, se comenzó a trabajar en una magnífica iglesia barroca con un lujoso interior Beaux Arts, que se completó en 1913. En 1921 se construyó un convento para las Hermanas Felicianas que dirigían el colegio; siete años más tarde, se construyó una escuela secundaria. A fines de la década de 1940, St. Stanislaus era la escuela parroquial polaca más grande de Míchigan.
Después de la Segunda Guerra Mundial, la demografía del vecindario cambió cuando los católicos polacos se mudaron de la ciudad a los suburbios; además, la construcción de la Interestatal 94 dividió la parroquia y desplazó a varias familias. La inscripción en la escuela parroquial disminuyó y la escuela primaria se cerró en 1968, la escuela secundaria en 1973 y el convento fue demolido poco después.
La parroquia experimentó un resurgimiento a fines de la década de 1970, pero la reorganización de la Arquidiócesis de Detroit en 1989 eliminó la parroquia. La Arquidiócesis vendió la estructura al organista de la Universidad de Míchigan Sam Koontz de Ann Arbor en 1989. La congregación de Promise Land Missionary Baptist Church compró la iglesia de la propiedad de Koontz en 1995, pero la perdió por ejecución hipotecaria en septiembre de 2012.
En enero de 2013, la iglesia estaba a la venta tal cual por 79 000 dólares. Requiere un trabajo extenso y previamente se habían eliminado varias vidrieras y otros elementos arquitectónicos. Los edificios escolares albergan la Academia de Artes y Ciencias de Detroit y no se vieron afectados por la ejecución hipotecaria y la venta.